# وب‌کوئست

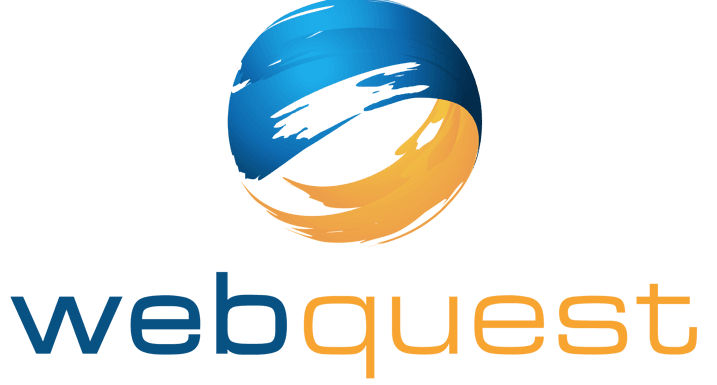
وب‌کوئست

وب‌کوئست (به انگلیسی: WebQuest) یک قالب درسی تحقیق محور است که در آن بیشتر یا تمام اطلاعاتی که زبان آموزان با آن کار می‌کنند از وب است. این موارد را می‌توان با استفاده از برنامه‌های مختلف، از جمله یک سند پردازش کلمه ساده که شامل پیوندها به وب سایت‌ها است، ایجاد کرد.

## ویژگی‌های متمایز
یک وب‌کوئست با چهار ویژگی از سایر تحقیقات مبتنی بر اینترنت متمایز می‌شود. اول، آن مبتنی برکلاس است. [۲] دوم، بر تفکر مرتبه بالاتر (مانند تجزیه و تحلیل، خلاقیت یا انتقاد) بیشتر از کسب اطلاعات تأکید دارد. [۳] و سوم، معلم منابع را از پیش انتخاب می‌کند و بر استفاده از اطلاعات به‌جای جمع‌آوری اطلاعات تأکید می‌کند. [۲] سرانجام، اگرچه وب‌کوئست‌های انفرادی ناشناخته نیستند، اما بیشتر آنها کار گروهی هستند و وظیفه را اغلب به نقش تقسیم می‌کنند. (۲)

## ساختار
یک وب‌کوئست دارای ۵ قسمت اساسی است: مقدمه، تکلیف، فرایند، منابع، ارزیابی و نتیجه‌گیری. [۴] مقاله اصلی دربارهٔ وب‌کوئست ها[۵]به جای ارزیابی، مولفه ای به نام راهنما داشت.

### تکلیف
این تکلیف، توصیف رسمی آنچه دانش آموزان در وب‌کوئست ارائه می‌دهند، است. تکلیف باید معنی دار و سرگرم‌کننده باشد. ایجاد تکلیف دشوارترین و خلاقانه‌ترین قسمت است. (۴)

### فرایند
مراحلی که دانش آموزان برای انجام تکلیف باید به انجام برسانند: تقویت روند نوشتاری اغلب با برخی اثبات‌ها سودمند است.

### ارزیابی
روشی که در آن عملکرد دانشجویان ارزیابی می‌شود. این استانداردها باید منصفانه، واضح، سازگار و مخصوص تکالیف تعیین شده باشد.[۴]

### نتیجه
زمانی برای تفکر و بحث در مورد افزایش احتمالات در نظر گرفته شده‌است.[۴]

## استفاده در آموزش
وب‌کوئست‌ها می‌توانند یک کار اضافی ارزشمند در کلاس‌های گروهی باشند. یکی از اهداف، افزایش تفکر انتقادی با به‌کارگیری بالاترین سطوح طبقه‌بندی بلوم و دانش عمیق وب است. این هدف سیستم آموزشی آمریکا Common Core و بسیاری از استانداردهای جدید کشور آمریکا برای آموزش عمومی است. چون بیشتر وب‌کوئست‌ها در گروه‌های کوچک مشارکتی انجام می‌شوند، یادگیری مشارکتی و فعالیت‌های مشترک را تقویت می‌کنند. برای دانش آموزان نقش‌هایی تعیین می‌شود و به آن‌ها این امکان را می‌دهد تا در موقعیت‌های مختلف به ایفای نقش بپردازند و یاد بگیرند که چگونه با اختلافات درون گروه کنار بیایند.
وب‌کوئست‌ها می‌توانند یک ابزار همه‌کاره برای آموزش دانش آموزان باشند.
از آنها می‌توان برای معرفی دانش جدید، تعمیق دانش یا اجازه دادن به دانش آموزان برای آزمایش فرضیه‌ها به عنوان بخشی از تعامل نهایی با دانش، استفاده کرد. همچنین ادغام رایانه‌ها و اینترنت توانایی دانشجویان را در زمینه فناوری افزایش می‌دهند. دانش آموزان با داشتن لیست تکالیف خاص در وظیفه شان باقی می‌مانند. آنها می‌توانند با در اختیار داشتن منابع خاصی از اطلاعات، بر استفاده از منابع برای پاسخگویی به سوالات متمرکز شوند نه اینکه منابع را برای استفاده استفاده کنند که در کل مهارت دیگری است.
در کلاسهای درس فراگیر (کلاسهایی که دانش آموزان دارای استثناهای مختلف از جمله کم توانی در یادگیری، نقص زبان، یا استعداد درخشان هستند) تکالیف را می‌توان از سطح یک تکلیف به سطح یک مهارت در گروه‌های مشارکتی تفکیک کرد. یک سطح مهارت ممکن است شامل دانش آموزانی باشد که دارای ناتوانی یادگیری هستند و یک تکلیف پایه ای را انجام می‌دهند تا حداقل استانداردهای مهارت‌های یادگیری را برآورده کنند و دانش آموزان تیزهوشی که تکلیف خود را با بالاترین سطح مهارت یادگیری خود به انجام می‌رسانند، است.
به‌طور معمول، گروه‌ها از فراگیران تمام سطوح مهارت و تکمیل همان سطح وظیفه تشکیل شده‌اند. این امر معمولاً کار را آسان‌تر می‌کند زیرا معلم فقط یک وب‌کوئست ایجاد می‌کند، اما می‌تواند باعث تعامل کمتر دانش آموزان با دانش آموزان سطح پایین و یادگیری کمتر از دانش آموزان سطح بالاتر شود.

### محدودیت‌های وب‌کوئست‌ها
وب‌کوئست‌ها فقط یک ابزار در جعبه ابزار معلم هستند. آنها برای همه اهداف یادگیری مناسب نیستند. به خصوص آنها در لغو آموزش کلی حقیقت امر، رویه‌های ساده و تعاریف ضعیف هستند.[۶]
وب‌کوئست‌ها معمولاً نیازمند مهارت‌های خواندن هستند، بنابراین برای کلاس‌های نوین یا دانش آموزان با مشکلات زبان و خواندن بدون کمک مناسب نیستند. ممکن است از یک فرد بزرگسال بخواهند که در امر خواندن کمک کند یا از فناوری‌های صفحه خوانی مانند VoiceOver یا Jaws استفاده کنند.[۶]

## وب‌کوئست‌ها چگونه توسعه می‌یابد
به‌طور معمول زبان آموزان وب‌کوئست‌ها را در گروه‌های همیاری به انجام می‌رسانند. هر زبان آموز در داخل یک گروه می‌تواند یک نقش یا رشته خاصی برای تحقیق داشته باشد. وب‌کوئست‌ها ممکن است به شکل سناریوهای نقش آفرینی باشند، جایی که دانش آموزان شخصیت محققان حرفه ای یا شخصیت های تاریخی را به عهده می‌گیرند.
یک معلم می‌تواند وب‌کوئست را روی یک موضوع خاص جستجو کند یا می‌تواند استفاده خود را بوسیلهٔ ویرایشگر وب مانند صفحه اول مایکروسافت یا Adobe Dreamweaver توسعه دهد. این ابزار به زبان آموزان این امکان را می‌دهد تا با استفاده از دیگر ابزارهای شناختی به عنوان مثال:ماکروسافت ورد، پاور پوینت، اکسس، اکسل و پابلیشر کارهای مختلف را انجام دهند. با توجه به اینکه بیشتر تمرکز آموزش بر تبدیل دستور عمل‌های متفاوت متمایز می‌شود، معلمان بیشتر از وب‌کوئست‌ها استفاده می‌کنند. استفاده بیشتر از وب‌کوئست‌ها همچنین به پرداختن به سبکهای مختلف یادگیری هر دانش آموز کمک می‌کند. تعداد فعالیتهای مرتبط با وب‌کوئست‌ها می‌تواند تقریباً به هر دانش آموز برسد.
وب‌کوئست‌ها را هرکسی می‌تواند ایجاد کند؛ به‌طور معمول توسط معلم‌ها توسعه می‌یابد. اولین بخش وب‌کوئست مقدمه است؛ که وب‌کوئست را توصیف می‌کند و هدف از این فعالیت را بیان می‌کند. قسمت بعدی آنچه دانش آموزان انجام می‌دهند را شرح می‌دهد. سپس لیستی از آنچه باید انجام شود و نحوه انجام آن ارائه شده‌است. معمولاً لیستی از پیوندها برای دنبال کردن برای انجام فعالیت وجود دارد.
سرانجام نیازی نیست وب‌کوئست‌ها به عنوان یک وبسایت ثابت ایجاد شوند. آنها ممکن است با استفاده از فناوری‌های آستانه پایین‌تر (با تقاضای کمتری) تولید و اجرا شوند (به عنوان مثال ممکن است به عنوان یک سند word در رایانه محلی ذخیره شوند).
بیشتر وب‌کوئست‌ها توسط دانشجویان دانشگاه‌های سراسر ایالت متحده به عنوان یکی از الزامات نمونه کارهای برنامه‌ریزی k-12 در حال توسعه است.

## تحولات در متدولوژی‌های وب‌کوئست
متدولوژی وب‌کوئست به یادگیری زبان در دنیای دوم مجازی سه بعدی منتقل شده‌است تا یک تجربه همه‌جانبه و تعاملی تر ایجاد کند.

### ابزارها
وب‌کوئست‌ها صفحات وب ساده ای هستند و می‌توان آن‌ها را با هر نرم‌افزاری که به شما اجازه ساخت وبسایت را می‌دهد ساخت. کاربران دارای شم فنی می‌توانند HTML را در Notepad یا++Notepad توسعه دهند. درحالیکه دیگران می‌خواهند از الگوهای موجود در مجموعه‌های پردازش کلمه مانند:Openoffice و Microsoft Word استفاده کنند. نرم‌افزار پیشرفته تر توسعه وب مانند: Front Page وDreamweaver بیشترین کنترل را در طراحی درخواست وب به شما می‌دهد. الگوهای وب‌کوئست به معلم‌ها این امکان را می‌دهد تا با ارائه یک قالب از قبل طراحی شده که به راحتی قابل ویرایش است، شروع به توسعه وب‌کوئست کند. این الگوها به صورت قالب بندی شده یا بدون غالب بندی دسته‌بندی می‌شوند و می‌توانند دارای یک نوار ناوبری در بالا، پایین، چپ یا راست باشند.[۸][۹]
چندین وب سایت وجود دارد که به‌طور خاص در جهت ایجاد وب‌کوئست‌ها هستند، Teacherweb,Zunalو Questgarden همه به معلم‌ها اجازه می‌دهند تا حساب کاربری ایجاد کنند و این وب سایت‌ها از طریق روند ایجاد یک وب‌کوئست آنها را کنترل می‌کنند. Open Webquest یک سرویس مشابه است، اگرچه این پایگاه در یونان است و بیشتر وب سایت به زبان یونانی است. این وب سایت‌ها کنترل کمی بر طراحی دارند، اما روند ایجاد را بسیار ساده و سرراست می‌کنند.
به همین ترتیب، معلم‌ها می‌توانند با استفاده از یکی از خدمات وب سایت رایگان وب سایت خود را بسازند و آن را به عنوان یک وب‌کوئست بسازند. هر دو Wordpress وEdublogs به کاربران امکان ایجاد وبلاگ‌های رایگان را می‌دهند؛ و منوهای ناوبری را می‌توان برای رشته کردن مجموعه ای از صفحات در وب‌کوئست ایجاد کرد. این گزینه انعطاف‌پذیری بیشتری نسبت به وب‌کوئست‌های از پیش ساخته شده ارائه می‌دهد اما به کمی دانش فنی نیاز دارد.

## بیشتر خواندن
- دوج، بی (1995a). "برخی از افکار درمورد Webquests". در ۱۶ نوامبر ۲۰۰۷ از About بایگانی‌شده  در ۳۰ آوریل ۲۰۱۲ توسط Wayback Machine WebQuests در webquest.sdsu.edu بازیابی شده‌است.
- دوج، بی (1995b). "WebQuests: تکنیکی برای یادگیری مبتنی بر اینترنت". مربی از راه دور، 1 (2)، ۱۰–۱۳.